# غلامرضا انصاری (زاده ۱۳۳۴)
غلامرضا انصاری (زادهٔ ۱۳۳۴) دیپلمات ایرانی و معاون دیپلماسی اقتصادی وزارت امور خارجه از سال ۱۳۹۶ تا ۱۳۹۹ بوده‌است.
انصاری از دی ۱۳۹۶ به عنوان معاون دیپلماسی اقتصادی وزارت امور خارجه منصوب شده و در اسفندماه رسماً مشغول به کار شد. غلامرضا انصاری در سال ۱۳۶۷ وارد وزارت امور خارجه شده‌است و پیش از انتصاب به معاونت دیپلماسی اقتصادی، منصب‌های متعدد از جمله کاردار ایران در بریتانیا، سفیر ایران در بریتانیا، سفیر ایران در روسیه و سفیر ایران در هند و مدیرکل اروپا وزارت خارجه را نیز تجربه کرده‌است.